# رويال جيت

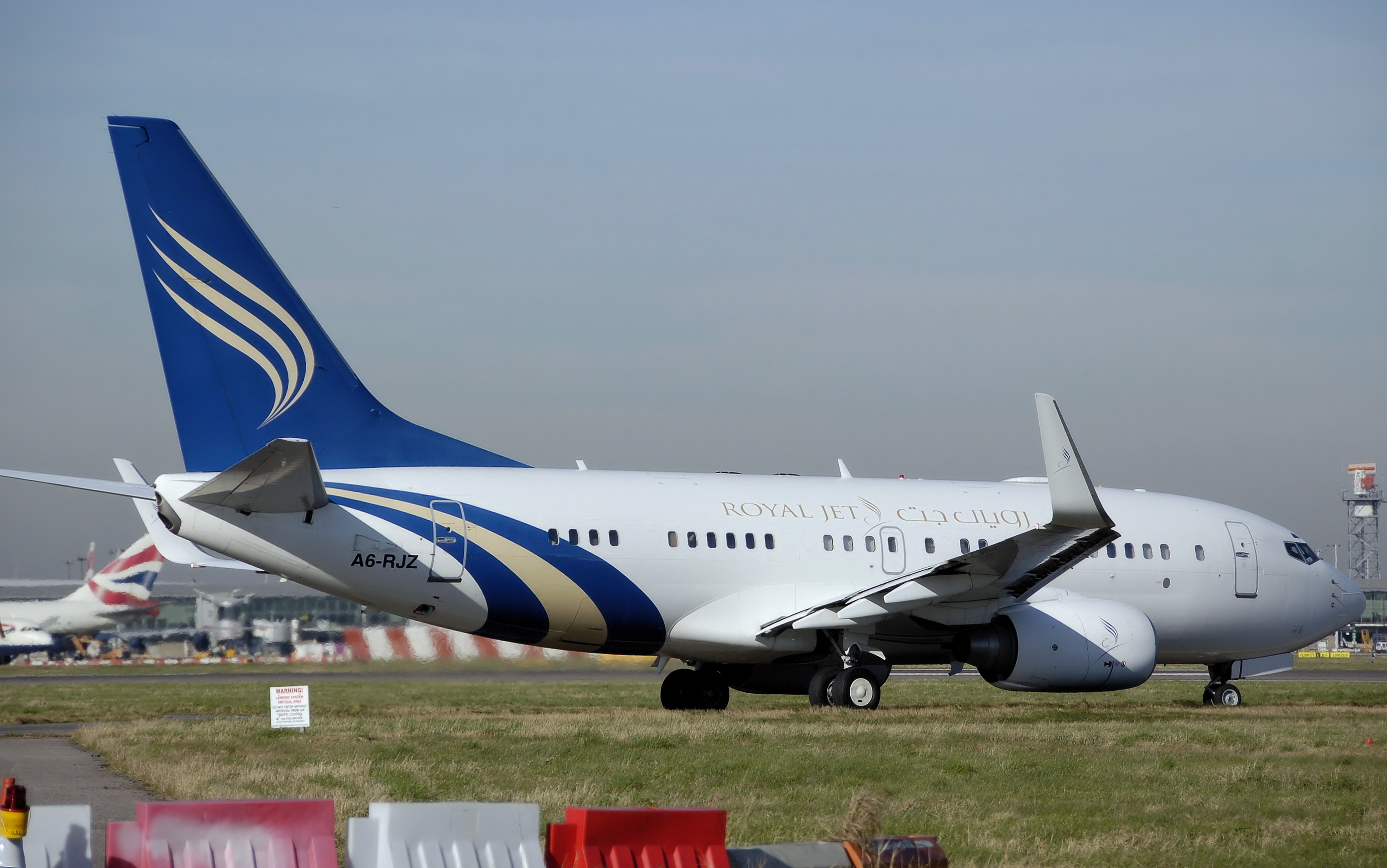
طائرة بوينغ 737 احدى طائرات شركة رويال جت

رويال جيت ذ.م.م، يشار إليها عادة باسم رويال جيت، هي شركة طيران مستأجرة مقرها في أبو ظبي، الإمارات العربية المتحدة. تمتلك رويال جيت قواعد تشغيل في مطار زايد الدولي، ومطار البطين للطيران الخاص، ومطار آل مكتوم الدولي.

## تاريخ
بدأت شركة الطيران عملياتها في 4 مايو 2003 كمشروع مشترك بين طيران أبو ظبي وطيران أبو ظبي الأميري (منذ عام 2009، الطيران الرئاسي).
في عام 2021، تم إطلاق شركة رويال جيت برمودا، وهي شركة فرعية مملوكة بالكامل لشركة رويال جيت، تشغل طائرة بوينج 737-700 BBJ واحدة.

## الأسطول
وحتى فبراير 2008 , يمتلك أسطول رويال جت الطائرات التالية:
- 5 طائرات بوينغ 737 .
- طائرتين غولف ستريم ج300 .
- طائرتين غولف ستريم ج450 .
- طائرة لارجت 60 .
- طائرة بوبمبارديل شالنجر 604 .

## وصلات خارجية
- الموقع الرسمي
- الأسطول